# Marcel Hanssens
Marcel Hanssens (Halle, 1 augustus 1921 – aldaar, 23 juni 2003) was een Belgisch klarinettist.
Hij begon met klarinetspelen in de plaatselijke harmonie. Hij verkreeg zijn muziekopleiding aan het Koninklijk Conservatorium Brussel en volgde daarna ook privélessen. Hij begon vervolgens met een combinatie van optredens en het geven van muzieklessen aan middelbare scholen, muziekacademies en ook genoemd conservatorium. Hij breidde aan die laatste instelling zijn vakgebied uit met notenleer en transpositie. Ook was hij directeur van de Muziekacademie Sint-Pieters-Woluwe. Hij was ook enige tijd klarinettist van het Nationaal Orkest van België.
In 1960 richtte hij zijn eigen klarinetkwartet op met de samenstelling esklarinet, 2 besklarinetten en een basklarinet, een variant op het strijkkwartet. Met dat kwartet voerde hij meest werken uit die voor dat kwartet werden geschreven en dus meest in het genre klassieke muziek uit de 20e eeuw. Het kwartet trok de gehele wereld over om concerten te geven.
In 1968 ontving hij de Fuga Trofee van de Unie van Belgische Componisten en een eremedaille van de Belgisch muziekpers. In 2003 eerde de stad Halle hem voor zijn initiatieven op muziekgebied en wilde hem een erepakket overhandigen; hij was echter daar al te ziek voor. Op de dag dat daarvoor een persbericht uitging overleed hij.
Van zijn kwartet verscheen een aantal elpees.